# Parque zoológico de Rajiv Gandhi
El Parque zoológico de Rajiv Gandhi comúnmente conocido como el Zoológico Rajiv Gandhi, se encuentra en Katraj cerca de la ciudad de Pune, en la India. Es administrado por la Corporación Municipal de Pune. El zoológico de 130 acres (53 ha) está dividido en 3 partes: un albergue de animales, un parque de serpientes, y un zoológico, e incluye un lago de 42 acres (17 ha) (lago de Katraj).
En 1997, con el fin de crear un zoológico más moderno de acuerdo con las directrices de la Autoridad de Zoológicos Central de la India, el municipio seleccionó un sitio en Katraj y comenzó a desarrollar un nuevo zoológico. El zoológico abrió sus puertas en 1999 como el parque zoológico de Rajiv Gandhi.